# Landtagswahlkreis Staßfurt
Der Landtagswahlkreis Staßfurt (Wahlkreis 19) ist ein Landtagswahlkreis in Sachsen-Anhalt. Er umfasste zur Landtagswahl in Sachsen-Anhalt 2021 vom Salzlandkreis die Städte Hecklingen und Staßfurt und die Verbandsgemeinde Egelner Mulde mit den Gemeinden Bördeaue, Börde-Hakel, Borne, Egeln und Wolmirsleben.
Der Wahlkreis wird in der achten Legislaturperiode des Landtages von Sachsen-Anhalt von Sven Rosomkiewicz vertreten, der das Direktmandat bei der Landtagswahl am 6. Juni 2021 mit 32,7 % der Erststimmen erstmals gewann. Davor wurde der Wahlkreis von 2016 bis 2021 von Matthias Büttner vertreten.

## Wahl 2021
Im Vergleich zur Landtagswahl 2016 wurde der Zuschnitt des Wahlkreises nicht verändert. Der Name des Wahlkreises blieb gleich, die Nummer wurde jedoch von 17 auf 19 geändert.
Es traten sieben Direktkandidaten an. Von den Direktkandidaten der vorhergehenden Wahl traten Matthias Büttner, Bianca Görke und Johannes Hauser erneut an. Sven Rosomkiewicz gewann mit 32,7 % der Erststimmen erstmals das Direktmandat. Matthias Büttner zog über Platz 7 der Landesliste der AfD und Johannes Hauser über Platz 3 der Landesliste der FDP in den Landtag ein.
|                   |                      | Erst- stimmen | Erst- stimmen | Zweit- stimmen | Zweit- stimmen |
| Bewerber          | Partei               | Anzahl        | %             | Anzahl         | %              |
| ----------------- | -------------------- | ------------- | ------------- | -------------- | -------------- |
| Wahlberechtigte   | Wahlberechtigte      | 35.851        | 100,0         | 35.851         | 100,0          |
| Wähler            | Wähler               | 19.130        | 53,4          | 19.130         | 53,4           |
| Ungültige Stimmen | Ungültige Stimmen    | 280           | 1,5           | 245            | 1,3            |
| Gültige Stimmen   | Gültige Stimmen      | 18.850        | 98,5          | 18.885         | 98,7           |
| davon             |                      |               |               |                |                |
| Sven Rosomkiewicz | CDU                  | 6.163         | 32,7          | 6.820          | 36,1           |
| Matthias Büttner  | AfD                  | 5.405         | 28,7          | 5.282          | 28,0           |
| Bianca Görke      | DIE LINKE            | 2.308         | 12,2          | 2.7007         | 10,6           |
| Anja Schröter     | SPD                  | 1.556         | 8,3           | 1.291          | 6,8            |
| Michael Einer     | GRÜNE                | 306           | 1,6           | 485            | 2,6            |
| Johannes Hauser   | FDP                  | 2.215         | 11,8          | 1.457          | 7,7            |
| Karin Brandt      | FREIE WÄHLER         | 897           | 4,8           | 421            | 2,2            |
| –                 | NPD                  | –             | –             | 45             | 0,2            |
| –                 | Tierschutzpartei     | –             | –             | 269            | 1,4            |
| –                 | Tierschutzallianz    | –             | –             | 65             | 0,3            |
| –                 | LKR                  | –             | –             | 4              | 0,0            |
| –                 | Die PARTEI           | –             | –             | 91             | 0,5            |
| –                 | Gartenpartei         | –             | –             | 181            | 1,0            |
| –                 | FBM                  | –             | –             | 10             | 0,1            |
| –                 | TIERSCHUTZ hier!     | –             | –             | 122            | 0,6            |
| –                 | dieBasis             | –             | –             | 162            | 0,9            |
| –                 | Klimaliste ST        | –             | –             | 14             | 0,1            |
| –                 | ÖDP                  | –             | –             | 15             | 0,1            |
| –                 | Die Humanisten       | –             | –             | 20             | 0,1            |
| –                 | Gesundheitsforschung | –             | –             | 58             | 0,3            |
| –                 | PIRATEN              | –             | –             | 36             | 0,2            |
| –                 | WiR2020              | –             | –             | 30             | 0,2            |

## Wahl 2016
Bei der Landtagswahl in Sachsen-Anhalt 2016 waren 38.216 Einwohner wahlberechtigt. Die Wahlbeteiligung lag bei 55,9 %. Matthias Büttner gewann das Direktmandat für die Alternative für Deutschland.
| Bewerber          | Partei            | Erststimmen in % | Zweitstimmen in % |
| ----------------- | ----------------- | ---------------- | ----------------- |
| Matthias Büttner  | AfD               | 32,1             | 29,7              |
| Peter Rotter      | CDU               | 25,8             | 28,0              |
| Bianca Görke      | LINKE             | 16,2             | 15,5              |
| Michael Hauschild | SPD               | 7,7              | 8,1               |
| Johannes Hauser   | FDP               | 9,5              | 6,6               |
| Hartmut Wiest     | Freie Wähler      | 5,6              | 2,9               |
| Roman Binder      | GRÜNE             | 3,1              | 2,8               |
| –                 | NPD               | –                | 2,8               |
| –                 | Tierschutzpartei  | –                | 1,5               |
| –                 | Tierschutzallianz | –                | 0,7               |
| –                 | ALFA              | –                | 0.6               |
| –                 | MG                | –                | 0,4               |
| –                 | Die PARTEI        | –                | 0,3               |
| –                 | DIE RECHTE        | –                | 0,2               |
| –                 | FBM               | –                | 0,1               |

## Wahl 2011
Bei der Landtagswahl in Sachsen-Anhalt 2011 waren 41.391 Einwohner wahlberechtigt; die Wahlbeteiligung lag bei 43,3 %. Peter Rotter gewann das Direktmandat für die CDU.
| Bewerber           | Partei           | Erststimmen in % | Zweitstimmen in % |
| ------------------ | ---------------- | ---------------- | ----------------- |
| Peter Rotter       | CDU              | 32,0             | 32,8              |
| Ralf-Peter Schmidt | LINKE            | 25,8             | 25,7              |
| Niko Zenker        | SPD              | 17,4             | 18,8              |
| Johannes Hauser    | FDP              | 6,4              | 4,1               |
| Roman Binder       | GRÜNE            | 3,9              | 4,6               |
| Hartmut Wiest      | Freie Wähler     | 9,4              | 5,2               |
| –                  | KPD              | –                | 0,2               |
| –                  | MLPD             | –                | 0,1               |
| Peter Walde        | NPD              | 5,1              | 5,5               |
| –                  | ödp              | –                | 0,1               |
| –                  | Tierschutzpartei | –                | 1,5               |
| –                  | Piraten          | –                | 1,1               |
| –                  | SPV              | –                | 0,3               |

## Wahl 2006
Bei der Landtagswahl in Sachsen-Anhalt 2006 traten folgende Kandidaten an:
| Name                              | Partei    | Anteil der Erststimmen |
| --------------------------------- | --------- | ---------------------- |
| Heike Schaaf                      | CDU       | 28,7 %                 |
| Klaus Magenheimer                 | Die Linke | 23,7 %                 |
| Manfred Püchel                    | SPD       | 37,5 %                 |
| Christian Gläsmann                | FDP       | 4,4 %                  |
| Roman Binder                      | GRÜNE     | 1,8 %                  |
| Jens Zimmermann                   | BBW       | 3,4 %                  |
| Arthur Meyer                      | EB        | 0,5 %                  |
| Wahlberechtigte: 39.186 Einwohner |           |                        |
| Wahlbeteiligung: 37,1 %           |           |                        |